# 酒井順子
酒井 順子（さかい じゅんこ、1966年9月15日 - ）は、日本のエッセイスト。

## 人物

### 経歴
東京都杉並区生まれ。立教女学院小学校、立教女学院中学校・高等学校を経て、立教大学社会学部観光学科（現・観光学部）を卒業。
高校時代、コラムニストの泉麻人の手引きによって、当時お嬢様系女子高生に人気だった雑誌 『オリーブ』（マガジンハウス）に、「マーガレット酒井」のペンネームでエッセイを寄稿した。
大学卒業後は広告代理店の博報堂に入社し、生活総合研究所客員研究員となった。3年後に退社し、フリーランスとして執筆業に専念するようになった。
2003年（平成15年）に発表したエッセイ、『負け犬の遠吠え』（講談社刊）で、講談社エッセイ賞と婦人公論文芸賞を受賞。
自身が30代、未婚で子供もいない酒井は、「独身で子供がいない」自分を幸せだというと周囲から反感をかうことに配慮して、「30代以上、未婚、未出産」の女性を自虐的に「負け犬」と定義したが、その刺激的なタイトルと裏腹に独身女性にエールを送っている内容が評価された。
また、日本国外の小説やテレビドラマである『ブリジット・ジョーンズの日記』『アリー my Love』『セックス・アンド・ザ・シティ』等を引き合いに出して、負け犬文化が日本のみで起きている現象ではないと主張している。
この「負け犬」は、2004年度流行語大賞でトップテン入りした。

### 私生活
3歳上の兄がいる(故人)。中学時代に紀行作家宮脇俊三の『時刻表２万キロ』を読んだことをきっかけに鉄道ファンとなり、鉄道関係のエッセイも書いている。
大学時代は体育会水上スキー部に所属。
プロ野球北海道日本ハムファイターズのファンで2009年の日本シリーズを札幌ドームにまで駆けつけて観戦。お気に入りの選手は小谷野栄一。
『人づきあいの小迷惑相談室』あとがきで日本ハムの日本一について、謝辞を述べている。同じ日本ハムファンのえのきどいちろうは「奥ゆかしい」と述べた。
現在も独身であり、30代末期からの付き合いのパートナー(男性)と同居している。

## 著書
- 『お年頃 乙女の開花前線』主婦の友社 1988年、のち角川文庫
- 『おかげさま 就職界見聞録』主婦の友社 1989年、のち新潮文庫
- 『丸の内の午餐  OLお食事物語』マガジンハウス 1990年、「丸の内の空腹-OLお食事物語」角川文庫
- 『机上の会社学』日本経済新聞社 1991年、「会社員で行こう!」角川文庫
- 『テレビってやつは』マガジンハウス 1991年、のち角川文庫
- 『食欲の奴隷』角川文庫 1992年
- 『東京少女歳時記』マガジンハウス 1992年、のち角川文庫
- 『自意識過剰!』新潮社 1994年、のち文庫、集英社文庫
- 『女の旅じまん』マガジンハウス 1994年、のち角川文庫
- 『会社人間失格!!』読売新聞社 1994年、のち角川文庫
- 『ギャルに小判』フレーベル館 1994年、のち集英社文庫
- 『トイレは小説より奇なり』集英社 1995年、のち文庫
- 『女のわかれ目』角川書店 1995年、「アナタとわたしは違う人」角川文庫
- 『マーガレット酒井の女子高生の面接時間』角川文庫 1996年
- 『楽しい・わるくち』ネスコ 1996年、「たのしい・わるくち」文春文庫
- 『女体崇拝 女のカラダの不安と恍惚』主婦の友社 1996年、「ニョタイミダス」新潮文庫
- 『ないものねだりで日は暮れて』読売新聞社 1996年
- 『働く女に福来たる』角川書店 1996年、「女の仕事じまん」文庫
- 『モノ欲しい女』集英社 1997年、のち文庫
- 『面々草 かわいい顔して…』角川書店 1997年、「かわいい顔して…」文庫
- 『快楽は重箱のスミに』世界文化社 1998年、のち幻冬舎文庫
- 『世渡り作法術 そのひとことを言うまえに』集英社 1998年、のち文庫
- 『結婚疲労宴』講談社文庫 1998年
- 『女ではない生きもの』祥伝社ノン・ポシェット 1998年
- 『29歳と30歳のあいだには』新潮社 1998年、のち文庫
- 『煩悩カフェ』幻冬舎 1999年、のち文庫
- 『ホメるが勝ち!』講談社 1999年、のち文庫
- 『ど制服』朝日新聞社 1999年、「制服概論」新潮文庫、文春文庫
- 『観光の哀しみ』新潮社 2000年、のち文庫
- 『少子』講談社 2000年、のち文庫
- 『ごはんの法則』実業之日本社 2000年、のち幻冬舎文庫
- 『容姿の時代』幻冬舎 2000年、のち文庫
- 『食のほそみち』実業之日本社 2002年、のち幻冬舎文庫
- 『負け犬の遠吠え』講談社 2003年、のち文庫（「IN★POCKET」2002年1月号〜2003年2月号に連載）
- 『入れたり出したり』角川文庫 2003年
- 『枕草子remix』新潮社 2004年、のち文庫
- 『箸の上げ下ろし』日本放送出版協会 2004年、のち新潮文庫
- 『私は美人』朝日新聞社 2005年、のち文庫
- 『先達の御意見 対談集』文藝春秋 2005年、のち文庫
- 『その人、独身?』講談社 2005年、のち文庫（週刊現代2004年1月3・10日合併号〜2005年4月23日号に連載）
- 『ひとくちの甘能』角川書店 2006年、のち文庫
- 『都と京』新潮社 2006年、のち文庫（解説：佐藤優）
- 『女子と鉄道』光文社 2006年、のち文庫
- 『駆け込み、セーフ?』講談社 2007年、のち文庫
- 『甘党流れ旅』角川書店 2007年、「甘党ぶらぶら地図」文庫
- 『黒いマナー』文藝春秋 2007年、のち文庫
- 『携帯の無い青春』幻冬舎 2007年、のち文庫
- 『いつから、中年?』講談社 2008年、のち文庫
- 『ほのエロ記』角川書店 2008年、のち文庫
- 『おばさん未満』集英社 2008年、のち文庫
- 『女も、不況?』 講談社 2009年、のち文庫
- 『女流阿房列車』新潮社 2009年、のち文庫
- 『儒教と負け犬』講談社 2009年、のち文庫
- 『日本観光ガイド』光文社 2010年
- 『こんなの、はじめて?』講談社 2010年、のち文庫 2012
- 『着ればわかる！』文藝春秋 2010年、のち文庫
- 『金閣寺の燃やし方』講談社 2010年、のち文庫
- 『ズルい言葉』角川春樹事務所 2010年、のちハルキ文庫
- 『昔は、よかった?』講談社 2011年、のち文庫
- 『紫式部の欲望』集英社 2011年、のち文庫
- 『徒然草REMIX』新潮社 2011年、のち文庫
- 『来ちゃった』ほしよりこ画　小学館 2011年、のち文庫
- 『おばあさんの魂』幻冬舎 2011年、のち文庫
- 『もう、忘れたの?』講談社 2012年、のち文庫
- 『この年齢だった!』集英社 2012年、のち文庫
- 『下に見る人』角川書店 2012年、のち文庫
- 『泡沫日記』集英社 2013年、のち文庫
- 『そんなに、変わった?』講談社 2013年、のち文庫
- 『ユーミンの罪』講談社現代新書 2013年
- 『地震と独身』新潮社 2014年、のち文庫
- 『本が多すぎる』文春文庫 2014年
- 『泣いたの、バレた?』講談社 2014年、のち文庫
- 『オリーブの罠』講談社現代新書 2014年
- 『裏が、幸せ。』小学館 2015年、のち文庫
- 『中年だって生きている』集英社 2015年、のち文庫
- 『気付くのが遅すぎて、』講談社 2015年、のち文庫
- 『子の無い人生』KADOKAWA 2016年、のち文庫
- 『朝からスキャンダル』講談社 2016年、のち文庫
- 『ananの噓』マガジンハウス　2017年、のち文庫
- 『男尊女子』集英社 2017年、のち文庫
- 『忘れる女、忘れられる女』講談社 2017年、のち文庫
- 『源氏姉妹』新潮社 2017年、のち文庫
- 『百年の女 - 『婦人公論』が見た大正、昭和、平成』中央公論新社 2018年、のち文庫
- 『駄目な世代』角川書店 2018年、のち文庫（改題：『バブル・コンプレックス』）
- 『次の人、どうぞ！』講談社 2019年、のち文庫
- 『家族終了』集英社 2019年　文庫　2022
- 『平安ガールフレンズ』角川書店 2019年　文庫　2021
- 『センス・オブ・シェイム 恥の感覚』文藝春秋 2019年　改題　無恥の恥　文春文庫　2022
- 『ガラスの50代』講談社 2020年　文庫　2022年
- 『処女の道程』新潮社 2021年　文庫 2023年
- 『鉄道無常　内田百けんと宮脇俊三を読む』　KADOKAWA 2021年　角川文庫　2023年
- 『月に3冊、読んでみる?』東京新聞　2021年
- 『うまれることば、しぬことば』集英社 2022年
- 『女人京都』小学館 2022年
- 『日本エッセイ小史 人はなぜエッセイを書くのか』講談社 2023年
- 『本棚には裏がある』毎日新聞出版 2023年

### 共著
- 『「性愛」格差論 萌えとモテの間で』斎藤環対談、中公新書ラクレ 2006年
- 『人づきあいの小迷惑相談室』1・2 えのきどいちろう, しりあがり寿共著 オレンジページ 2006-07年
- 『鉄道旅へ行ってきます』関川夏央, 原武史共著、講談社 2010年、角川文庫 2024年
- 『「芸」と「能」』清水ミチコ共著、幻冬舎 2015年、幻冬舎文庫 2018年
- 『旅が好きだ! : 21人が見つけた新たな世界への扉 (14歳の世渡り術)』 河出書房新社 2020年